# 宝珠寺 (奈良市)
宝珠寺（ほうじゅじ）は、奈良市にある浄土真宗本願寺派の寺院。現在、檀信徒による念仏講や仏教婦人会が組織されている。

## 歴史
沿革については明確な記録は残されていないが、一説に開基は永禄12年（1569年）、この地の松下右京が浄土真宗に帰依し、阿弥陀如来を祀る道場としたことに始まるとも伝わっている。
安政2年（1855年）の「紀寺村御定帳」では紀寺村内字梅園（この地名は、紀寺か元興寺の梅園があったことに由来するという）に、耕地とこの道場があったとの記録が残っている。
そのまま道場として継続し、寺号を公称したのは1902年（明治35年）以降である。
往時は現在地よりやや南に位置し、1954年（昭和29年）4月に現在地へと新築移転された。その際、門は移築されたと伝わる。

## 境内
本堂は外陣十八畳敷、内陣中心に本尊阿弥陀如来立像が安置され、その右に親鸞聖人画像と聖徳太子像、左に蓮如上人画像と七高僧画像が祀られている。
明如上人画像も伝わっている。
親鸞聖人画像には「文久二戌年（1862年）八月廿七日、願主松下信教」とあり、1939年（昭和14年）に改装されたとの裏書が見られる。

## 競売とゲストハウス開業
2017年寺が競売にかけられ、奈良市の一般人が落札。寺の関係者や地域の人らと「共存共栄していきたい」と説明を重ねて理解を得た上で、敷地内の住職の住居だった旧・庫裡（くり）を改装。格子戸や欄間は残し、13.5畳の和室やトイレ、月見台、土間にキッチンと改装してゲストハウスを開業した。